# شهرستان چونگانگ
شهرستان چونگانگ (به لاتین: Chunggang County) شهرستانی در کشور کره شمالی است که در چاگانگ واقع شده‌است.

## خصوصیات
شهرستان چونگانگ ۶۲۰ کیلومترمربع مساحت و ۳۳٬۰۰۰ نفر جمعیت دارد.